# Дегтяренское сельское поселение
Дегтяренское сельское поселение — муниципальное образование в Каменском районе Воронежской области.
Административный центр — село Дегтярное.

## Административное деление
Состав поселения:
- село Дегтярное,
- хутор Гойкалово,
- хутор Свистовка,
- хутор Хвощеватый.